# 斯科拉诺
斯科拉诺（義大利語：Scorrano），是意大利莱切省的一个市镇。总面积34平方公里，人口6989人，人口密度205.6人/平方公里（2009年）。ISTAT代码为075073。